# Каракал (манастир)
Каракал (на гръцки: Μονή Καρακάλου) e източноправославен манастир в монашеската „република“ в Атон, Гърция. Намира се на югозападната страна на полуострова, между манастирите Велика Лавра и Ивирон. Каракал е на 11-о място в йерархията на светогорските манастири. Обитава се от около 30 монаси.

## История
Основан е през XI век по времето на император Андроник II Палеолог. През XIII век, в резултат на действия на латинските пирати, манастирът е изцяло обезлюден. Построен е отново през XVI век.

## Архитектура
По-забележителните сгради в манастира са католиконът „Св. св. Петър и Павел“ от XIX век и кулата от XVI век, която е най-голямата в Света гора. Към манастира има 7 параклиса.

## Ценности и реликви
В библиотеката на манастира се пазят 279 ценни ръкописи и 2500 печатни книги. Тук се пазят ценни църковни одежди и богослужебни съдове, част от черепа на Свети Вартоломей и част от кръста, на който е бил разпнат Христос.